# School Days (ガーディアンズ4の曲)
「School Days」（スクール デイズ）は、ガーディアンズ4の2枚目のシングル。発売元はポニーキャニオン。2009年9月2日発売。

## 概要
- 前作「おまかせ♪ガーディアン」に続きしゅごキャラエッグ! Versionの楽曲を収録。
- 2025年1月3日(金)より各サブスクリプション型(定額制)音楽ストリーミングサービスで配信開始。

## 収録曲
1. School Days
（作詞：川上夏季　作曲：BOUNCEBACK　編曲：日比野裕史）
『しゅごキャラ!!どきっ』オープニングテーマ（2009年7月 - 9月）
2. School Days(しゅごキャラエッグ! Version)
（作詞：川上夏季　作曲：BOUNCEBACK　編曲：日比野裕史）
初代（第1期）しゅごキャラエッグ!としては最後の楽曲となった。
3. いつかどこかで。
（作詞：川上夏季　作曲：すみだしんや　編曲：田辺恵二）
4. School Days(Instrumental)
5. いつかどこかで。(Instrumental)